# 拜尼沃利德省
拜尼沃利德省 （阿拉伯语：‎）是利比亞的一個省，位於該國西北部。面積19,710平方公里。2003年人口77,424人。2007年以前首府是拜尼沃利德。